# Anisodes scioëssa
Anisodes scioëssa là một loài bướm đêm trong họ Geometridae.